# Katedrála svatého Petra (Kolín nad Rýnem)
Katedrála svatého Petra, krátce Kolínský dóm (německý: Kölner Dom, německá výslovnost: IPA: [ˌkœlnɐ ˈdoːm],  poslech), je gotická katedrála v Kolíně nad Rýnem a sídlo kolínského arcibiskupa. Stojí blízko řeky na západním břehu Rýna, na severním okraji někdejší římské kolonie a v bezprostředním sousedství hlavního nádraží. S délkou 147 m a výškou věží 157 m jedna z největších gotických katedrál a kostelů vůbec byla založena roku 1248, ale dostavěna až v letech 1823–1880. Stavba je od roku 1996 součástí kulturních památek světového dědictví UNESCO. Při bombardování v roce 1945 byla mírně poškozena, zatímco blízké nádraží a most byly zcela zničeny.

## Historie

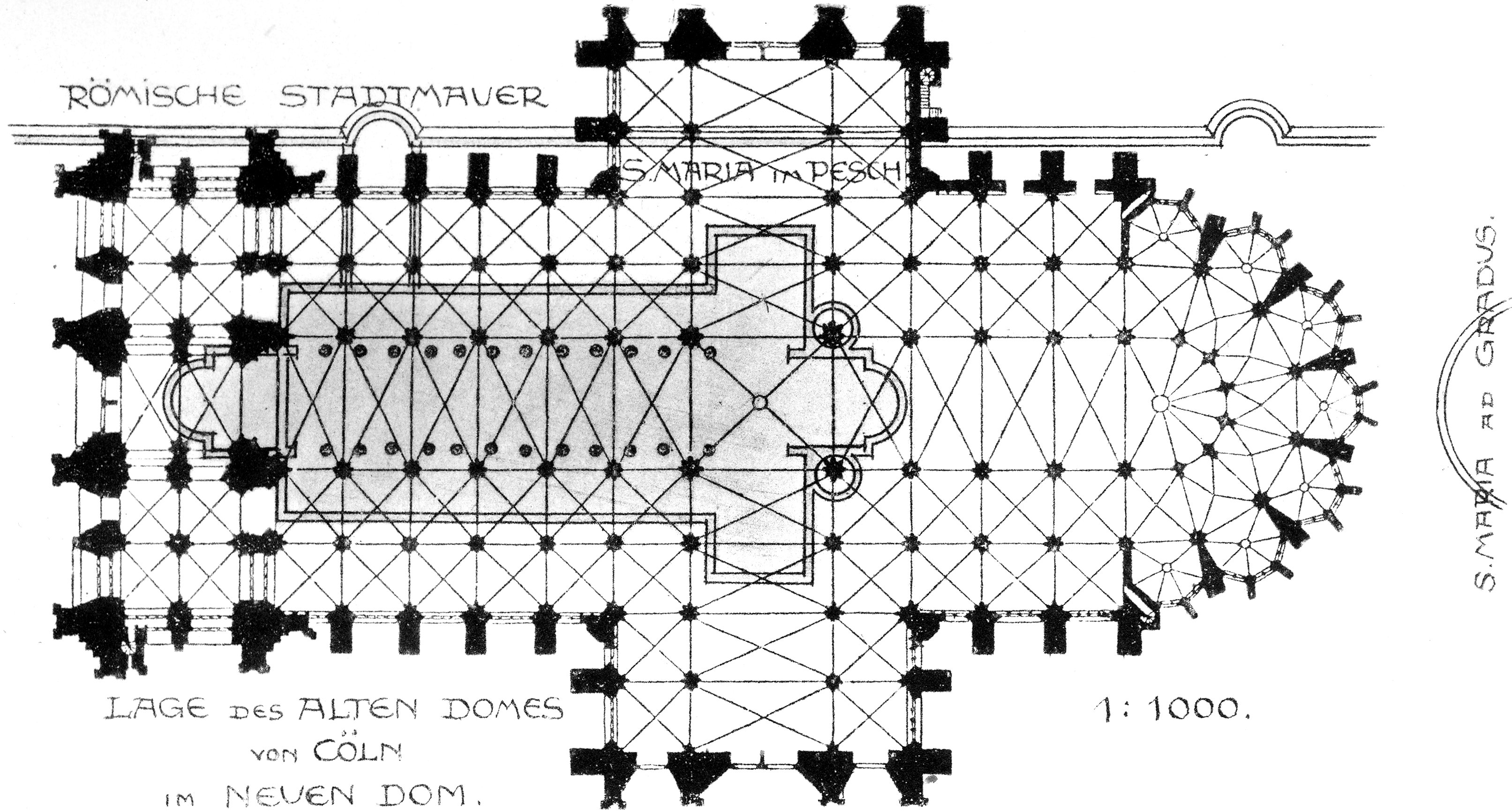
Půdorys se zakresleným Starým dómem a římskou hradbou

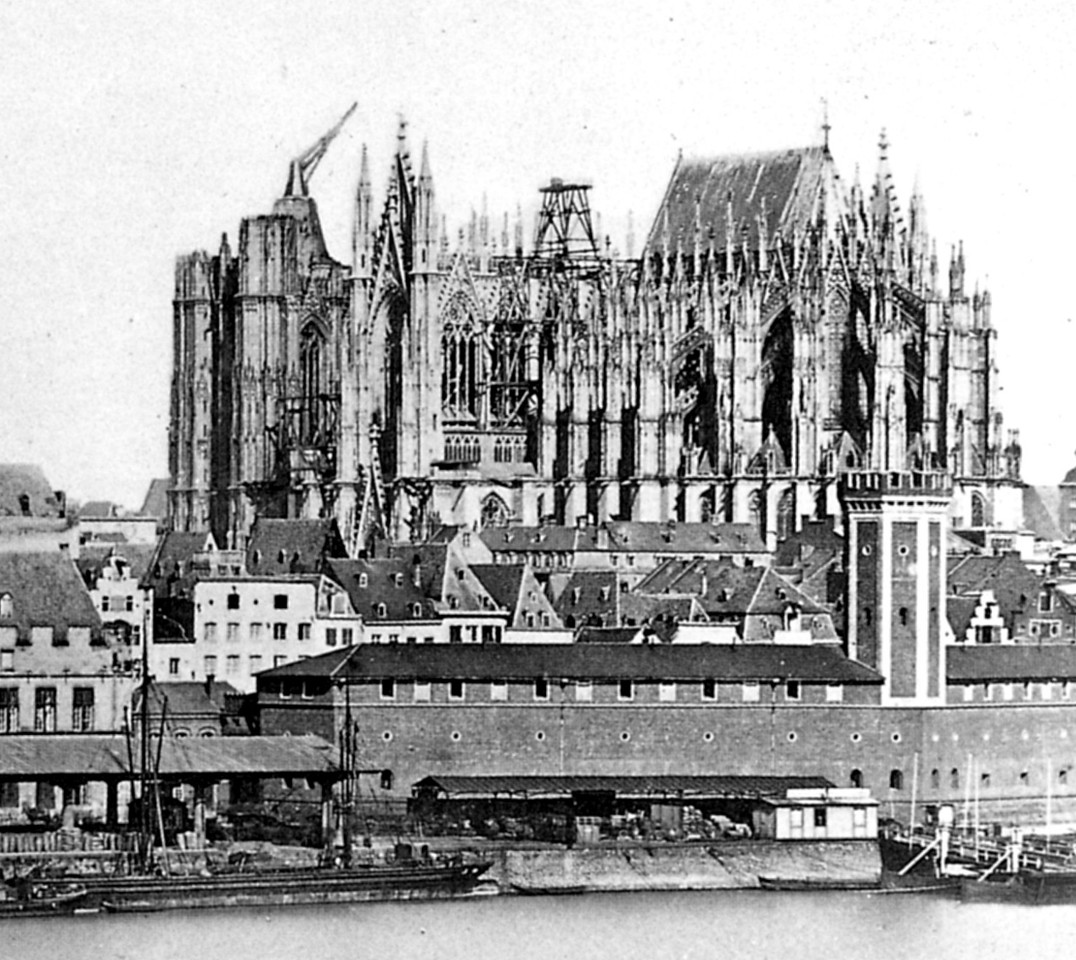
Nedokončená katedrála v roce 1856 s jeřábem z 15. století na jižní věži.

Katedrála stojí na místě starších staveb z doby kolem roku 500 a 650, u severní hradby tehdejšího římského města. Roku 873 byl vysvěcen „Starý dóm“ se dvojím chórem a dvěma příčnými loděmi na obou koncích lodi. Roku 1164 přivezl arcibiskup z Milána ostatky sv. Tří králů, dar císaře Fridricha Barbarossy, a do Kolína začaly přicházet proudy poutníků. Roku 1248 byla zahájena stavba současného chrámu podle vzoru katedrály v Amiens, ovšem s pěti místo se třemi loděmi. Roku 1311 byly osazeny vitráže v chóru o celkové ploše 1350 m² a roku 1322 chór vysvěcen. Základy pro jižní stranu včetně věže byly hotovy kolem 1360, kolem 1375 vznikl portál sv. Petra a 1437 dosáhla jižní věž výšky 59 m, takže se do ní mohly zavěsit tři zvony. Po roce 1510 však stavební činnost ustávala, až úplně přestala. Roku 1531 byl Ferdinand I. v dómě zvolen německým králem a v letech 1744 až 1770 proběhly barokní úpravy chóru. Šlapací jeřáb ze 14. století však zůstal na jižní věži až do roku 1868.
V letech 1814 a 1816 byly v archivech v Darmstadtu a v Paříži objeveny původní plány západního průčelí a zejména romantici se domáhali dostavění chrámu. 1823 vznikla stavební huť a začala s opravami. Od roku 1833 vypracoval hlavní architekt E. F. Zwirner za účasti mladého K. F. Schinkela a dalších plány na celou dostavbu a 1842 byl položen nový základní kámen. 1848 proběhly oslavy 600 výročí založení a 1855 bylo dokončeno jižní průčelí. 1863 byla dokončena loď, stržena provizorní přepážka chóru a 1880 bylo dokončeno i západní průčelí s oběma věžemi. Slavnostního otevření se zúčastnil i císař Vilém I. Pruský, takže slavnost dostala spíš politický a národní význam. Právě totiž probíhal církevní boj (Kulturkampf), katolický arcibiskup byl ve vyhnanství a kanovníci i mnoho měšťanů se slavnosti nezúčastnilo.
Dostavba kolínského dómu přímo podnítila i dostavbu pražské katedrály sv. Víta, kde byla situace velmi podobná a také se nalezla část původních plánů. Kolínský dóm byl dlouhodobě poškozen vlivy ovzduší, ale také bombami za druhé světové války, ocelová konstrukce krovu se však nezhroutila. Po válce proběhl archeologický průzkum oblasti a teprve roku 1956 mohl být dóm znovu otevřen.

## Popis

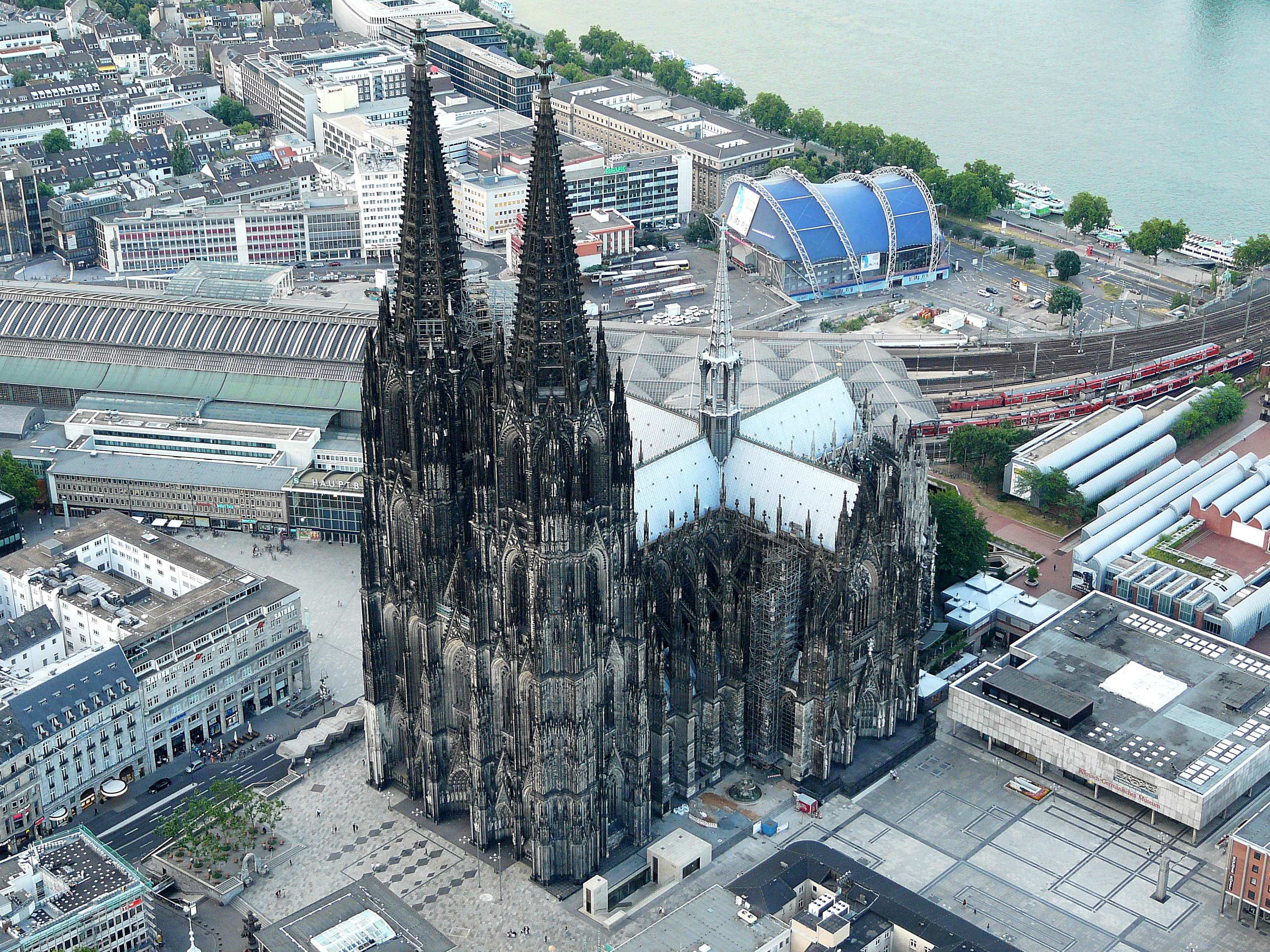
Dóm, vlevo nádraží, vpravo archeologické muzeum

Pětilodní gotická bazilika jednotného slohu s ochozem kaplí, trojlodní příčnou lodí a dvěma věžemi v průčelí je 144,58 m dlouhá, největší šířka je 86,25 m. Vnitřní šířka lodi je 45,19 m a výška 43,35 m. Hřeben střechy je ve výšce 109 m a výška věží je 157,3 m. Chrám navštíví asi 6 milionů návštěvníků ročně a náklady na údržbu činí asi 10 milionů EUR. Na vyhlídkovou plošinu jižní věže vede 523 schodů.

### Zařízení
- Schránka na ostatky sv. Tří králů na hlavním oltáři je 2,20 m dlouhá truhla z pozlaceného stříbra ve tvaru baziliky ze 13. století. Je ozdobena 74 postavami, více než 1000 drahokamy a perlami a přes 300 starověkými kamejemi.
- Chórové lavice z let 1308–1311 mají 104 míst, z nichž dvě byla vyhrazena papeži a císaři. Tabulové malby pocházejí z let 1322–1344.
- Středověké vitráže v oknech kaplí kolem chóru pocházejí z let 1260-1320, pozdně středověké vitráže jsou v oknech severní boční lodi. Většina barevných oken však pochází z 19. a 20. století.
- Oltář klarisek je vyřezávaný a bohatě zlacený křídlový oltářní nástavec z poloviny 14. století.
- 14 soch z let 1270–1280 na pilířích v chóru představuje Krista, Pannu Marii a apoštoly, stejný program soch na pilířích v lodi je z doby kolem 1320.
- Agilolfův oltář v jižní příčné lodi je asi 7 m široký křídlový nástavec antverpského typu z doby kolem 1520.
- Chrámový poklad, od roku 2000 umístěný v podzemí, vystavuje cenné předměty, roucha a nálezy od 4. do 20. století.

### Zvony
Osm hlavních zvonů je v jižní věži, dva malé středověké zvony v sanktusníku nad křížením.
- Největší ze zvonů, zvon svatého Petra, odlitý roku 1923 v Apoldě, má průměr 3,24 m a váží 24 tun. Je to největší zavěšený pohyblivý zvon na světě rozeznívaný rozhoupáním. Je naladěn na tón hluboké H, používá se při významných církevních i státních příležitostech. Dne 6. ledna 2011, u příležitosti zvonění k svátku Sv. Tří králů, se zvonu utrhlo a rozbilo srdce.[1]
- Zvony Pretiosa (10,5 t) a Speciosa (5,6 t) z roku 1449.

## Galerie

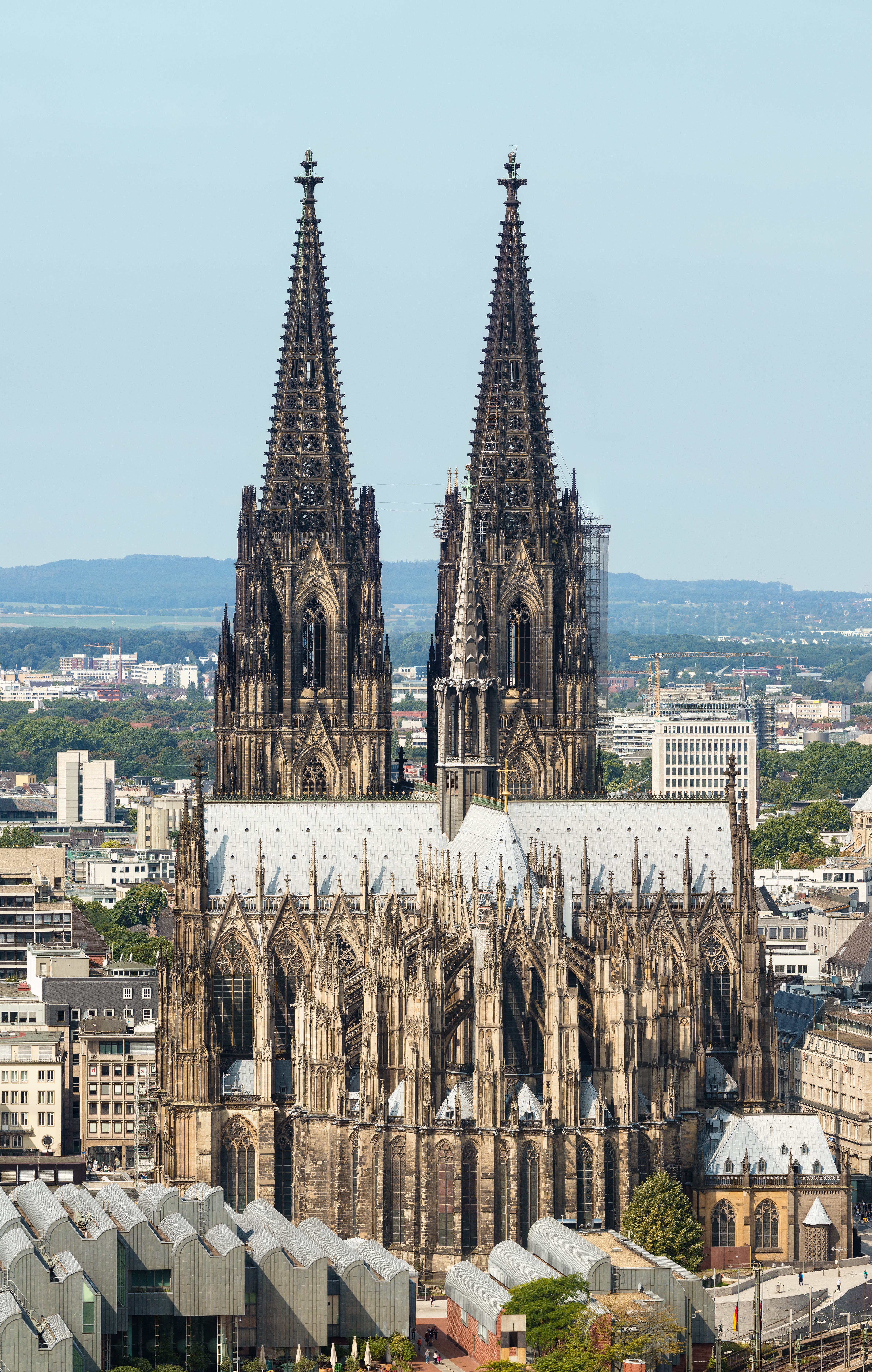
Katedrála svatého Petra
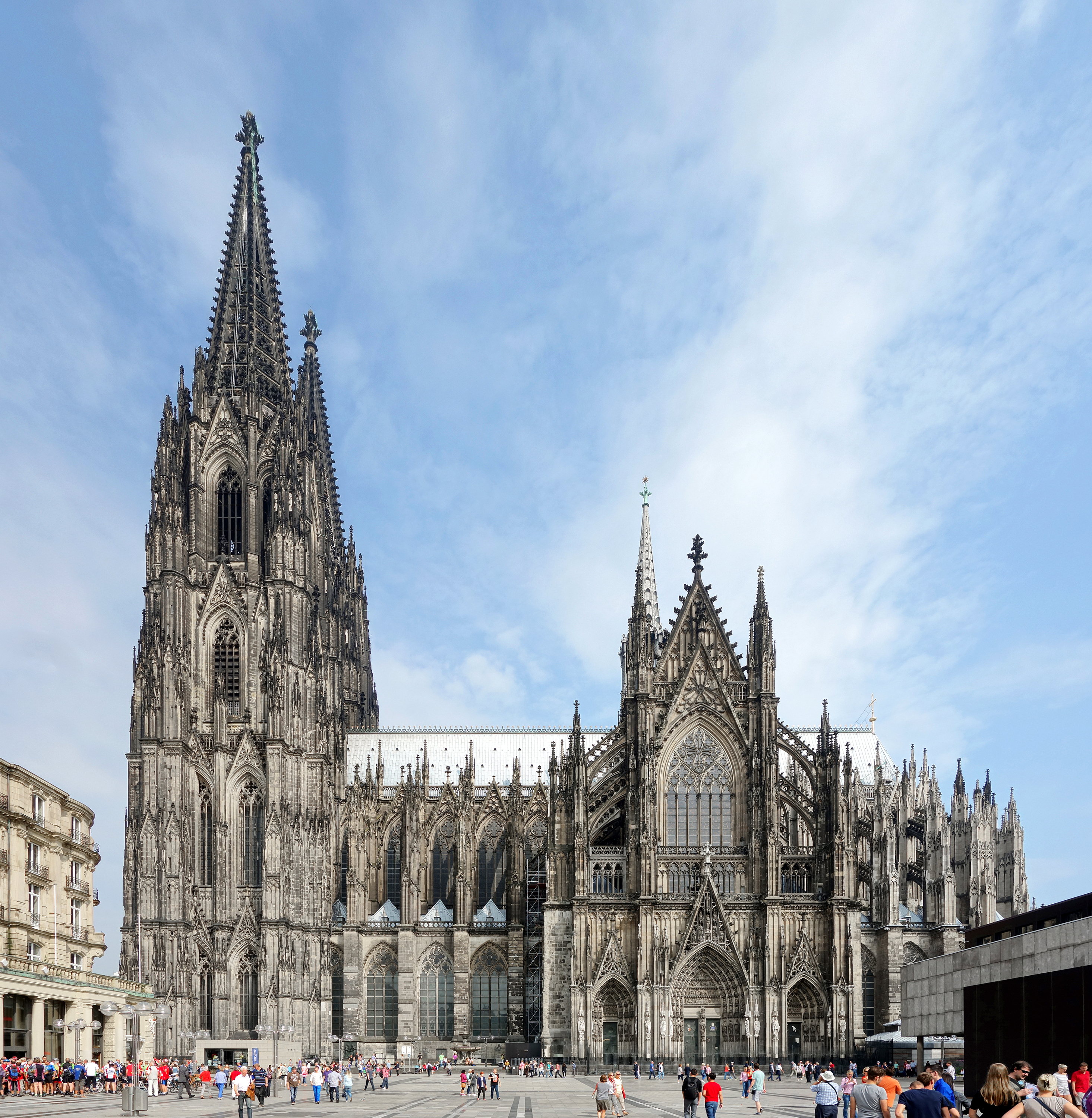
Pohled od jihu
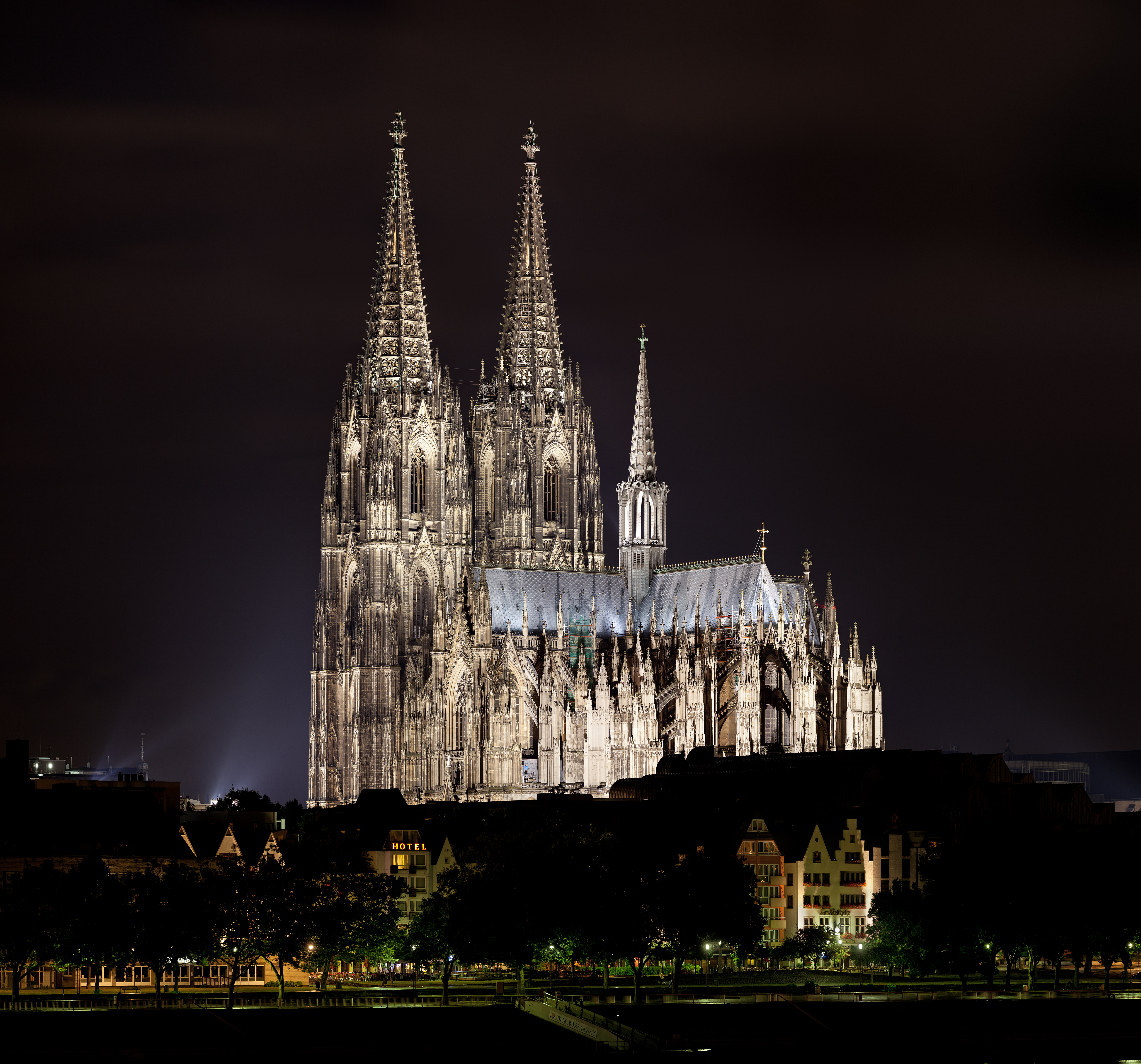
V noci
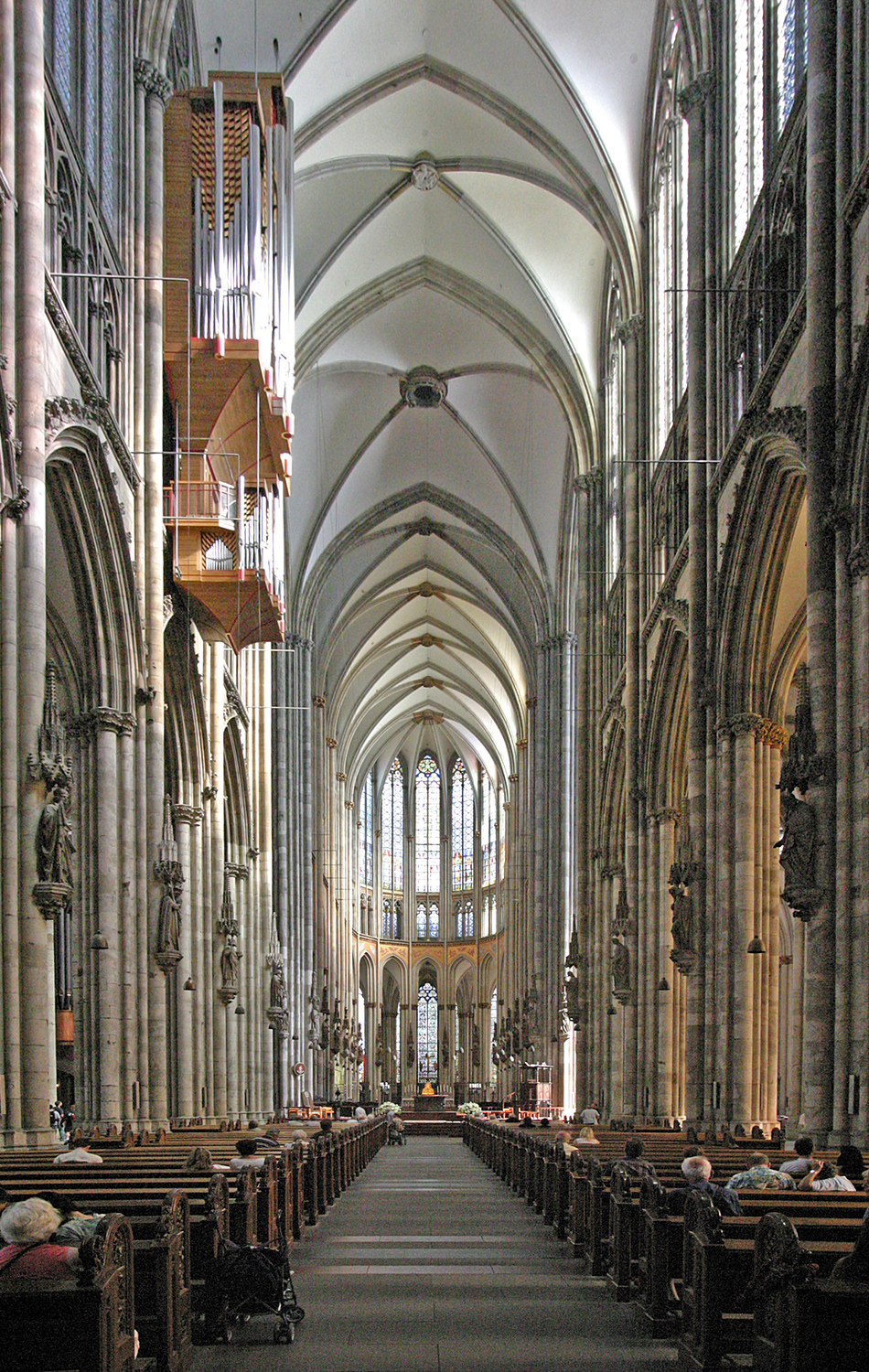
Interiér
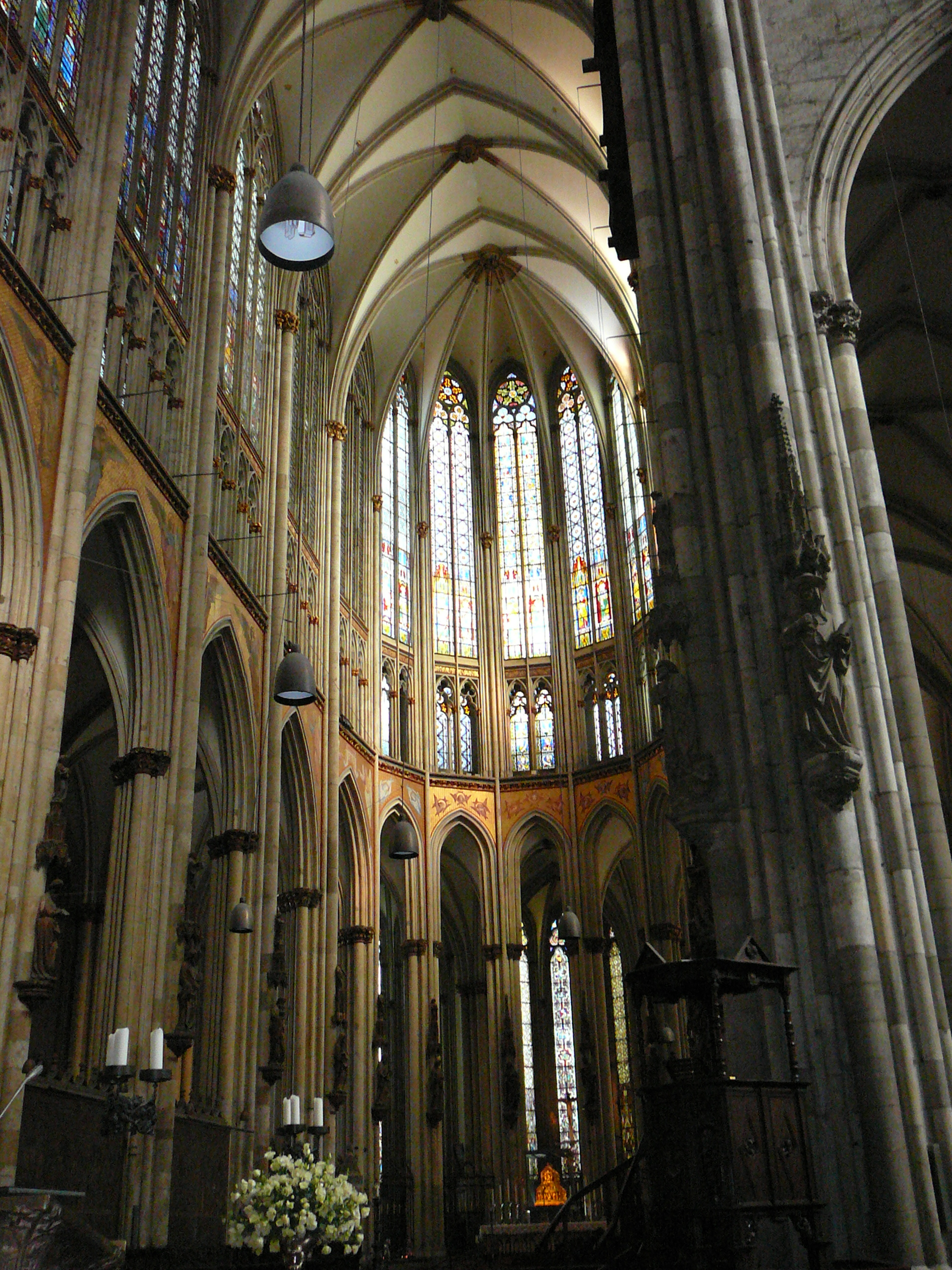
Interiér
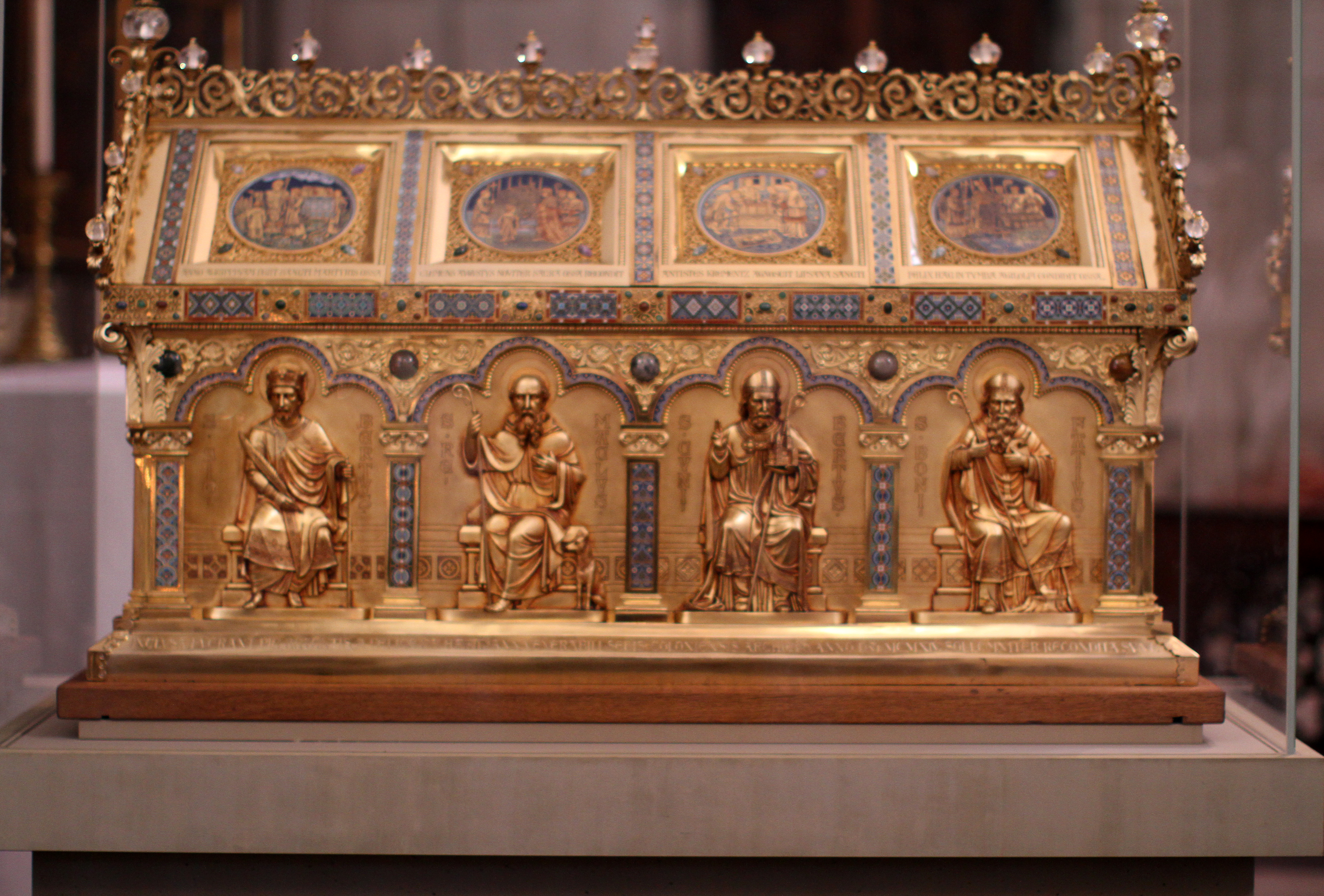
Agilolfův relikviář
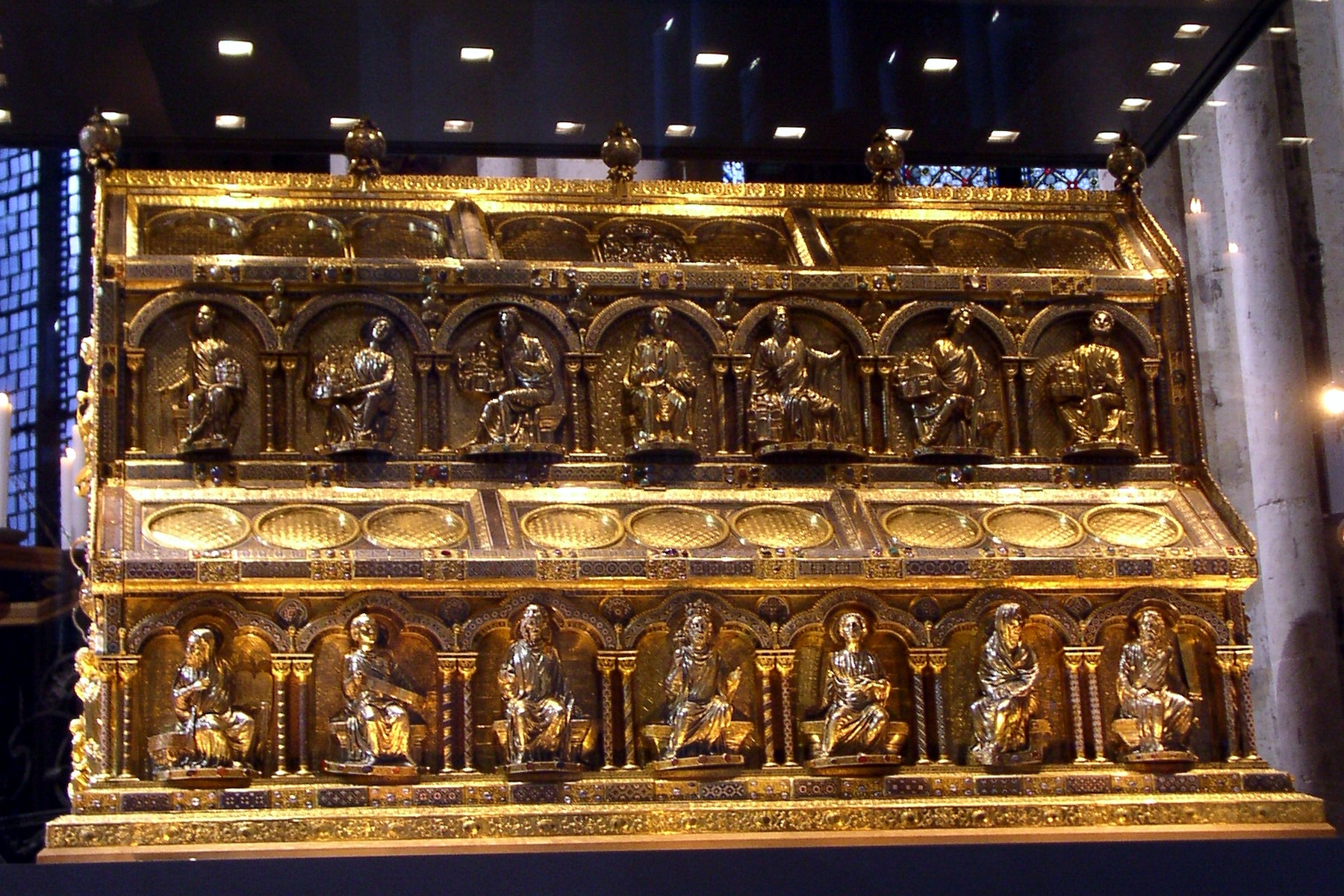
Relikviář Tří králů
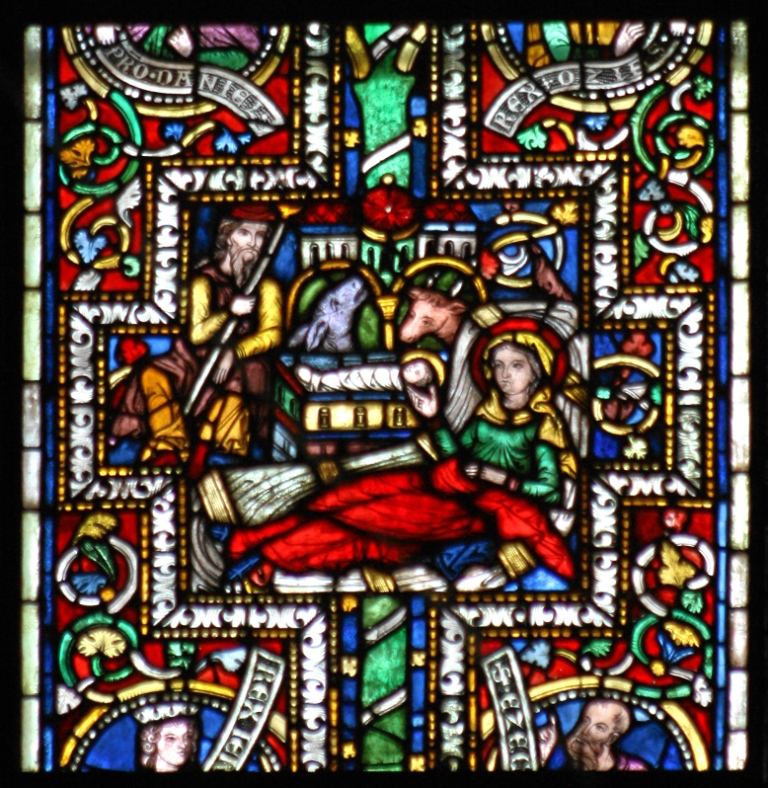
Vitráž
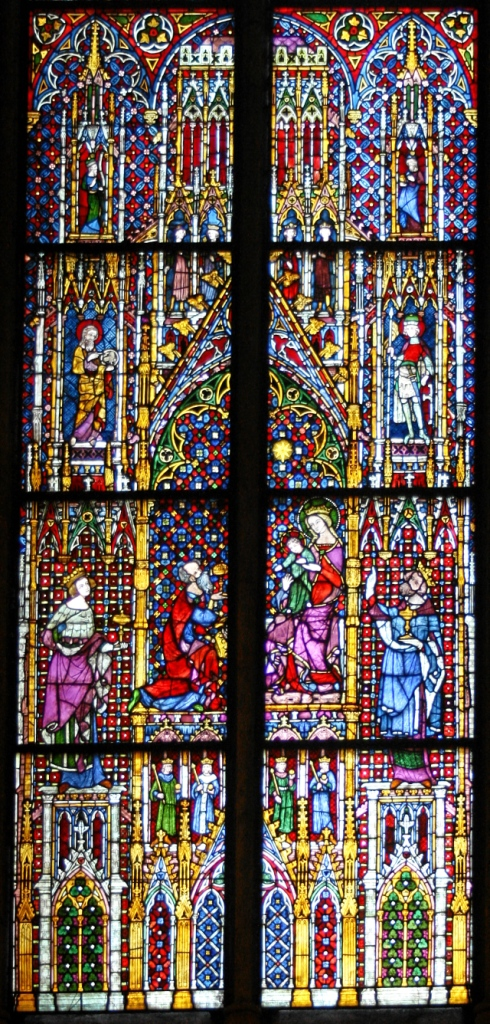
Okno Tří králů (kolem 1260)
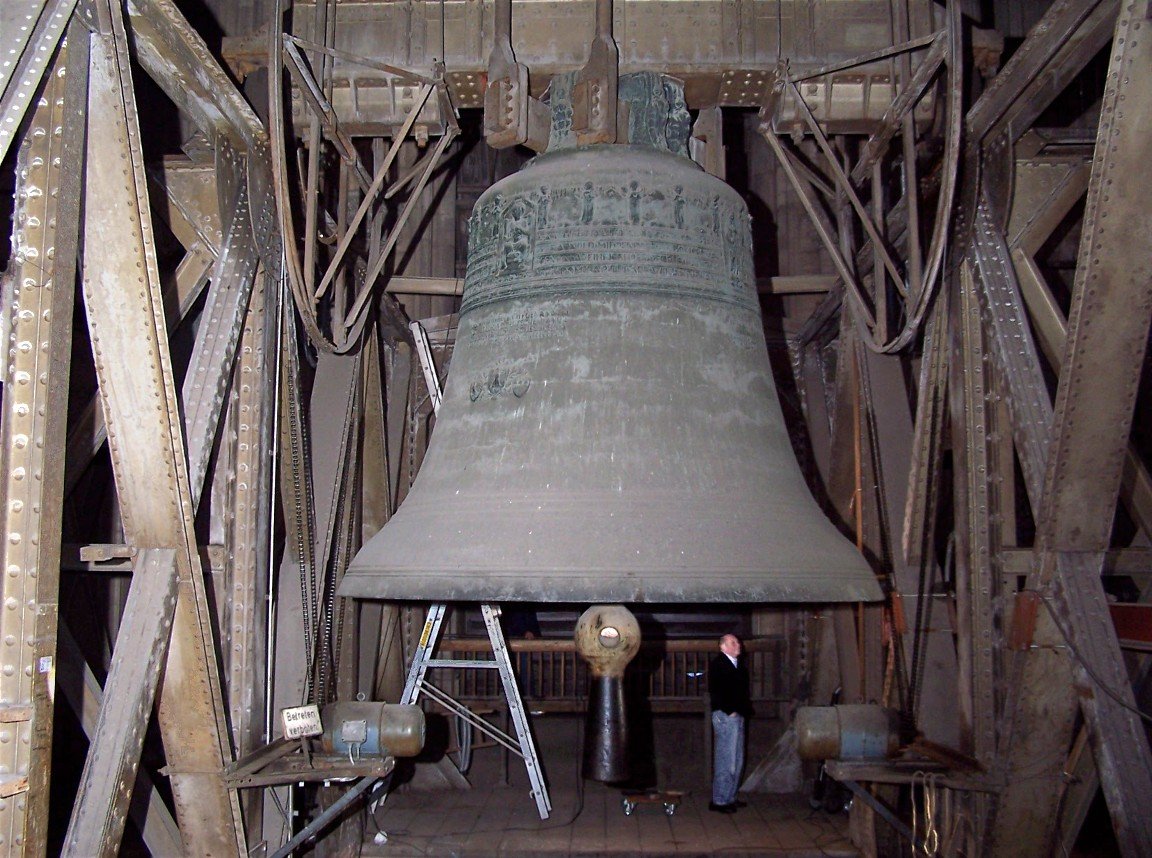
Obrovský zvon svatého Petra